# Almut Klotz

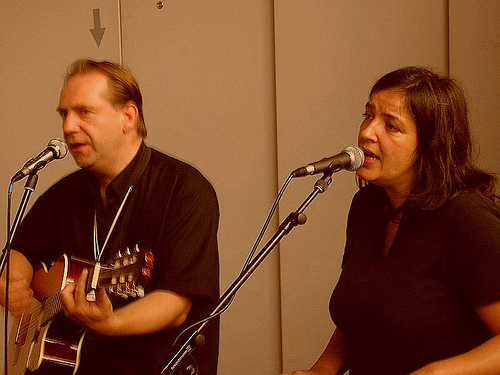
Almut Klotz y el Rev. Christian Dabeler en la Feria del Libro de Frankfurt, 2005.

Almut Klotz (Pforzheim, 1962 - Hamburgo, 15 de agosto de 2013), desde mayo de 2013 Almut Klotz-Dabeler, fue una música y autora alemana.

## Biografía
Klotz creció en la Selva Negra y se mudó a Berlín-Kreuzberg en 1985. Allí se movió en el ambiente del Fischbüro y fundó la banda Lassie Singers en 1988 junto con Christiane Rösinger y Funny van Dannen, hasta 1998.
En el mismo año fundó el sello Flittchen Records con Christiane Rösinger, y junto a Sandra Grether y Elmar Günther la banda Parole Trixi, que abandonó poco después. 
Junto con Maximilian Hecker y Jim Avignon, tocó durante un corto tiempo en la banda Maxi unter Menschen.
En 2001 fundó Popchor Berlin donde grabó versiones corales de conocidas canciones pop, acompañadas de temas reordenados por DJs.
Actuó junto a Christian Dabeler como dúo pop; su primer disco se publicó en 2007 con el nombre de Klotz+Dabeler.
Klotz ha trabajado como autora independiente desde 1997, incluso como columnista del Berliner Zeitung de 2001 a 2011. En 2005, su primera novela Aus dem Leben des Manuel Zorn [De la vida de Manuel Zorn] fue publicada en colaboración con el reverendo Christian Dabeler, en la serie "Popliteratur" de Editorial Ventil.

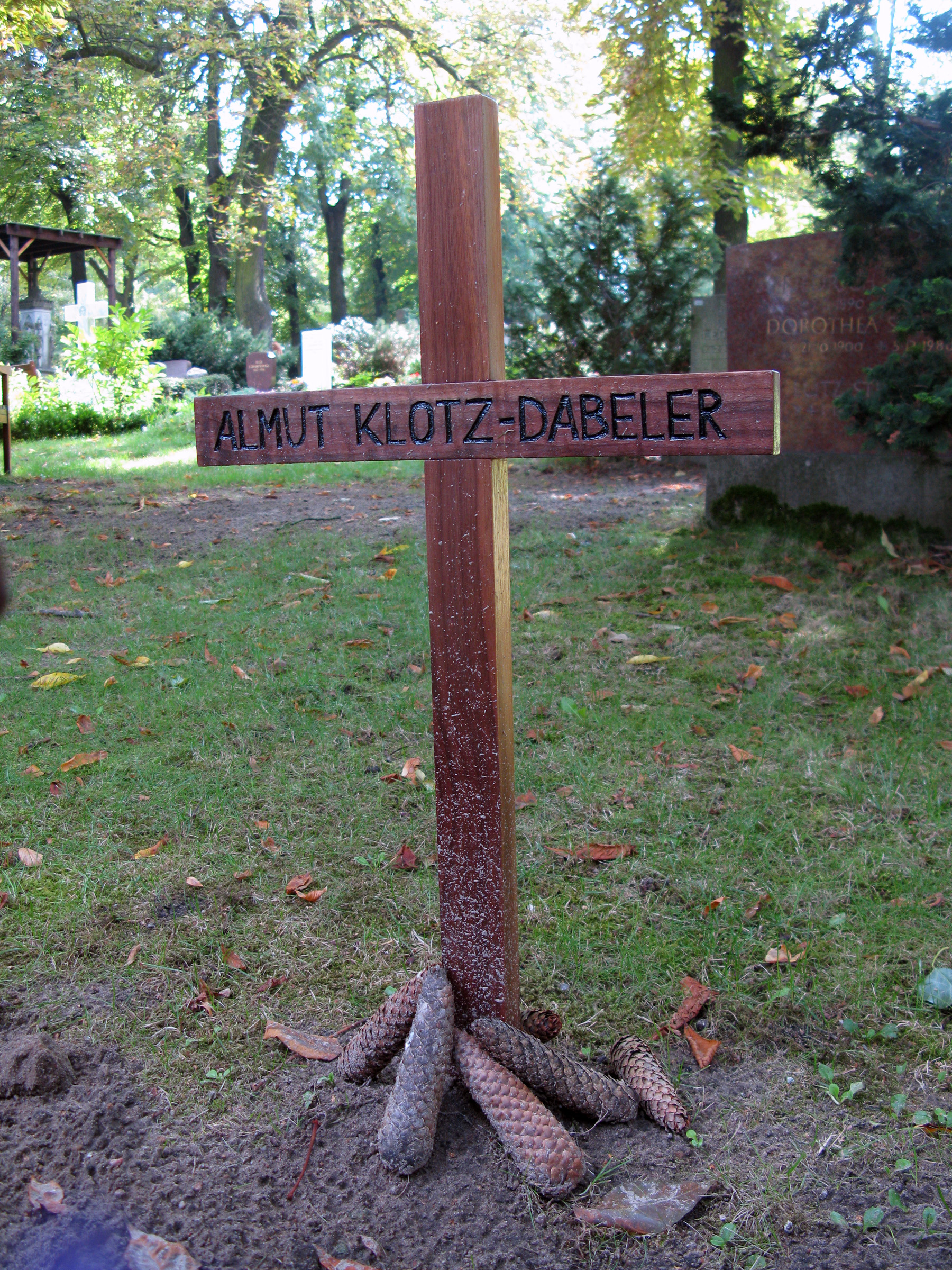
Tumba de Almut Klotz.

En mayo de 2013, se casó con Dabeler en Hamburgo, la pareja tuvo un hijo. En 2016 se publicó el libro Fotzenfenderschweine (titulado como una de las exclamaciones de Dabeler) en el que describe su historia de amor con Dabeler. El libro en el que trabajó hasta su muerte quedó inconcluso.
Almut Klotz murió de cáncer en agosto de 2013. Su segundo álbum junto con el reverendo Dabeler, Lass die Lady rein, fue lanzado una semana después de su muerte. Su tumba está en el antiguo cementerio de San Mateo en Berlín.

## Bandas
- Lassie Singers
- Parole Trixi
- Maxi unter Menschen
- Popchor Berlín
- Klotz+Dabeler

## Discografía
- Lassie Singers: Die Lassie Singers helfen Dir, 1991, Sony Music/Columbia.
- Lassie Singers: Sei A Go Go, 1992, Sony BMG.
- Lassie Singers: Stadt, Land, Verbrechen, 1995, Sony BMG.
- Lassie Singers: Hotel Hotel, 1996, Sony BMG.
- Lassie Singers: Rest Of, 1998, Flittchen Records.
- Lassie Singers: Best Of, 1998, Flittchen Records.
- Popchor Berlin: Popchor Berlin CD # 1, 2002, Flittchen Records.
- Popchor Berlin: Popchor Berlin CD # 2, 2004, Flittchen Records.
- Europa: Pancho Villa auf: B. Traven – Hommage an einen deutschen Anarchisten [Pancho Villa en: B. Traven - Homenaje a un anarquista alemán], 2003.
- Klotz+Dabeler: Menschen An sich, 2007, Zig Zag (Indigo).
- Klotz+Dabeler: Höp Höp Höp / Mylord, 2010, Zig Zag.
- Klotz+Dabeler: Tausendschön (Im Grunde) / Rendezvous, 2013, Staatsakt/Hanseplatte.
- Almut Klotz & Reverend Dabeler: Lass die Lady rein, 2013, Staatsakt.

### Publicaciones
- Jim Avignon: Welt und Wissen [Mundo y conocimiento]. Primera edición. Fotos e historias. Editorial Verbrecher, Berlin, 2003, ISBN 3-935843-16-X.
- Jörg Sundermeier, Sarah Diehl, Werner Labisch (Eds.): Primera edición. Editorial Verbrecher, Berlin, 2003. ISBN 3-935843-10-0.